# Олійник Михайло Устинович
Миха́йло Усти́нович Олі́йник (рос. Михаил Устинович Олейник; 5 грудня 1910, Одеса — 11 травня 1942) — радянський поет і журналіст, член ВАПЛІТЕ і Кривліто.

## Життєпис
Михайло Олійник народився 5 грудня 1910 року в Одесі. Здобув незакінчену середню освіту. Переїхав до Кривого Рогу, де з кінця 1920-х років працював у шахтах, був на комсомольській роботі.
Працював літературним робітником редакцій газет «Червоний гірник» (Кривий Ріг) і «Литературная газета» (Київ). Член літературної організації ВАПЛІТЕ і Кривліто. Ініціатор заснування та головний редактор криворізького журналу «Кривбас». Опублікував збірки віршів «С рудных недр» (1932), «И так растём» (1934), у яких відобразив соціалістичне будівництво, оспівав працю криворізьких шахтарів.
У 1935 році був репресований радянською владою. Помер 11 травня 1942 року.